# Comesa warwicki
Comesa warwicki is een rondwormensoort uit de familie van de Ethmolaimidae. De wetenschappelijke naam van de soort is voor het eerst geldig gepubliceerd in 1982 door Platt.